# Barabasz
Barabasz – w Nowym Testamencie współwięzień Jezusa, przewidziany do ułaskawienia z okazji święta Paschy i głosem ludu ostatecznie uwolniony od kary ukrzyżowania.

## Historyczność
Jego imię jest pochodną imienia Abbas (syn Abbasa), co może być też rozumiane jako „syn ojca”.
Zgodnie z relacją Ewangelii Barabasz był uwięziony za bunt i zabójstwo (Mk 15,7; Łk 23,19). Ewangelia Jana (J 18,40) określa go mianem „zbrodniarza”, natomiast Ewangelia Mateusza (Mt 27,16) podkreśla, że był „znacznym więźniem”. Pozwala to przypuszczać, że mógł być jednym z przywódców powstania antyrzymskiego.
Orygenes zwracał uwagę, że w niektórych wczesnych manuskryptach Ewangelii jego imię miało postać Jezus Barabasz. Ta zbieżność imion i przydomków skłoniła niektórych biblistów do wysunięcia hipotezy, iż przed Piłatem stanął tylko jeden oskarżony – Jezus Chrystus Syn Ojca (Bar Abbas), zaś cały epizod z uwalnianiem jednego z więźniów na święto Paschy i z wyborem pomiędzy Jezusem a Barabaszem, powstał w procesie kształtowania się tekstów ewangelii.
W interpretacji Josepha Ratzingera Barabasz stwarzał wrażenie sobowtóra Jezusa, który na inny sposób wysuwa te same roszczenia – dlatego lud zapytywany przez Piłata właściwie dokonywał wyboru pomiędzy dwoma mesjaszami.

## Barabasz w kulturze
W 1951 została wydana powieść Barabasz autorstwa szwedzkiego pisarza Pära Lagerkvista, laureata Nagrody Nobla. Na jej podstawie powstały trzy filmy w latach 1953, 1961 i 2012. W rolę Barabasza wcielili się kolejno Ulf Palme, Anthony Quinn i Billy Zane.
W 1928 Hjalmar Söderberg wydał powieść Jezus Barabasz.